# Parotia lawesii
Parotia lawesii là một loài chim trong họ Paradisaeidae.